# Doralice

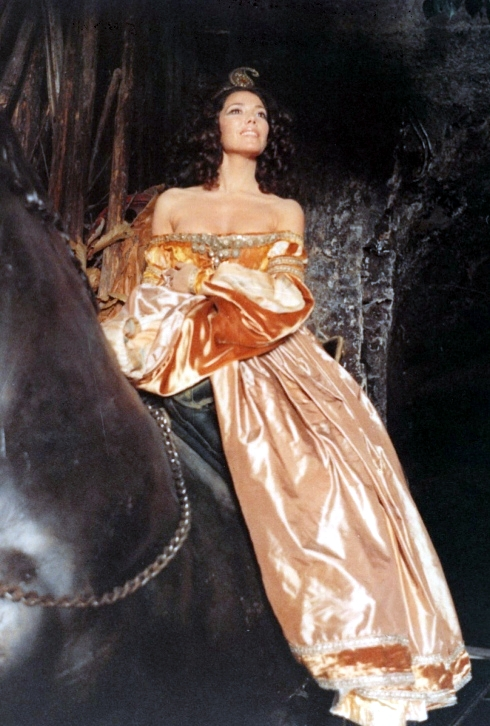
Grazia Maria Spina dans le rôle de Doralice dans une adaptation de l’Orlando furioso en 1975.

Doralice est un prénom italien féminin qui semble avoir été créé par Matteo Maria Boiardo dans son Orlando Innamorato, publié en 1483, puis repris par  Ludovico Ariosto dans son grand poème Orlando furioso publié en 1516. On n'en trouve aucune trace auparavant.

## Étymologie
Le nom est composé des termes  grecs Dora (δόρον /Dòron) et Lykè et signifie  "don de l'aube".

## Personnages de fiction
Avant d'être banalisé, le nom a d'abord été donné à des personnages féminins du théâtre, dans :
- l'Anconitana, de Ruzante, en 1522
- Marriage A-la-Mode, de John Dryden, en 1672.
- La famiglia dell'antiquario, de Carlo Goldoni, en 1749.
- Il ricco d'un giorno, opéra d'Antonio Salieri en 1784.

Ce prénom apparaît également dans deux contes des Nuits facétieuses de Giovanni Francesco Straparola, publiés en 1550 : Thibaud et Doralice (I-4) et Fortunio (III-4).
On peut aussi mentionner Doralice Prunelier, protagoniste du jeu vidéo  de Fascination (1991) et de sa suite Lost in Time (1993), titres de Coktel Vision.